# Livingston (New Jersey)
Livingston is een plaats (census-designated place) in de Amerikaanse staat New Jersey, en valt bestuurlijk gezien onder Essex County.

## Demografie
Bij de volkstelling in 2000 werd het aantal inwoners vastgesteld op 27.391.

## Geografie
Volgens het United States Census Bureau beslaat de plaats een oppervlakte van
36,5 km², waarvan 36,0 km² land en 0,5 km² water.

## Plaatsen in de nabije omgeving
De onderstaande figuur toont nabijgelegen plaatsen in een straal van 8 km rond Livingston.

## Geboren
- Claudio Reyna (1973), voetballer
- Me'Lisa Barber (1980), atlete
- Mikele Barber (1980), atlete
- Jozy Altidore (1989), voetballer
- Connor Lade (1989), voetballer
- Christina Curry (1990), Model
- Bobbi Kristina Brown (1993-2015), actrice en tv-persoonlijkheid